# Yayoi Suzuki
Yayoi Suzuki (jap. 鈴木弥生 Suzuki Yayoi; ur. 13 marca 1979) – japońska lekkoatletka, tyczkarka.
W 1995 zdobyła złoty medal mistrzostw Japonii z wynikiem 3,20.